# Bordelaisesås
Bordelaisesås (franska: sauce bordelaise, /sos bɔʁ.də.lɛz/) är en klassisk sås från det franska köket. Den har sitt ursprung i Bordeaux-regionen, som är känd för sitt vin. I de traditionella recepten görs såsen på torrt rödvin (helst från Bordeaux), demi-glace, benmärg, smör, schalottenlök, färsk timjan, salt och svartpeppar. I icke-traditionella recept kan andra ingredienser som exempelvis bacon, champinjon eller tomatpuré tillsättas.
Såsen kan göras på lite olika sätt men vanligtvis svettas hackad schalottenlök, med timjan och svartpeppar, i lite smör tills den har blivit genomskinlig, sedan hälls rödvinet i och reduceras ner till en tredjedel. Efter det silas vinkoket, och löken och örten kastas bort. Det nedkokta vinet blandas då med demi-glace och benmärg som har hackats i små bitar och kokas tills benmärgen har smält och såsen har blivit lagom tjock och täcker baksidan på en matsked, den kan då eventuellt smakas av med salt och svartpeppar.
Traditionellt serveras bordelaisesås till grillat eller stekt biff, men den passar också till andra köttbitar från nöt, kalv, fläsk eller lamm. Vissa kockar använder den som smaksättare för potatismos eller stekt svamp.
Det finns flera bordelaiseliknande såser, exempelvis sauce marchand de vin som görs på samma sätt men inte innehåller någon benmärg eller sauce rouennaise i vilken benmärgen byts ut mot kyckling- eller anklever.
I kreolska köket i Lousiana bordelaisesås i traditionell New Orleans-stil skiljer sig från den franska klassiska versionen genom att grundsmaken i den är vitlök snarare än rött vin och benmärg. Men båda sorten finns tillgängliga i staden. En annan sås som kallas "bordelaise" i New Orleans består av smör, olivolja, schalottenlök, persilja och vitlök.